# Tillandsia lindenii
Tillandsia lindenii là một loài thuộc chi Tillandsia.

## Hình ảnh

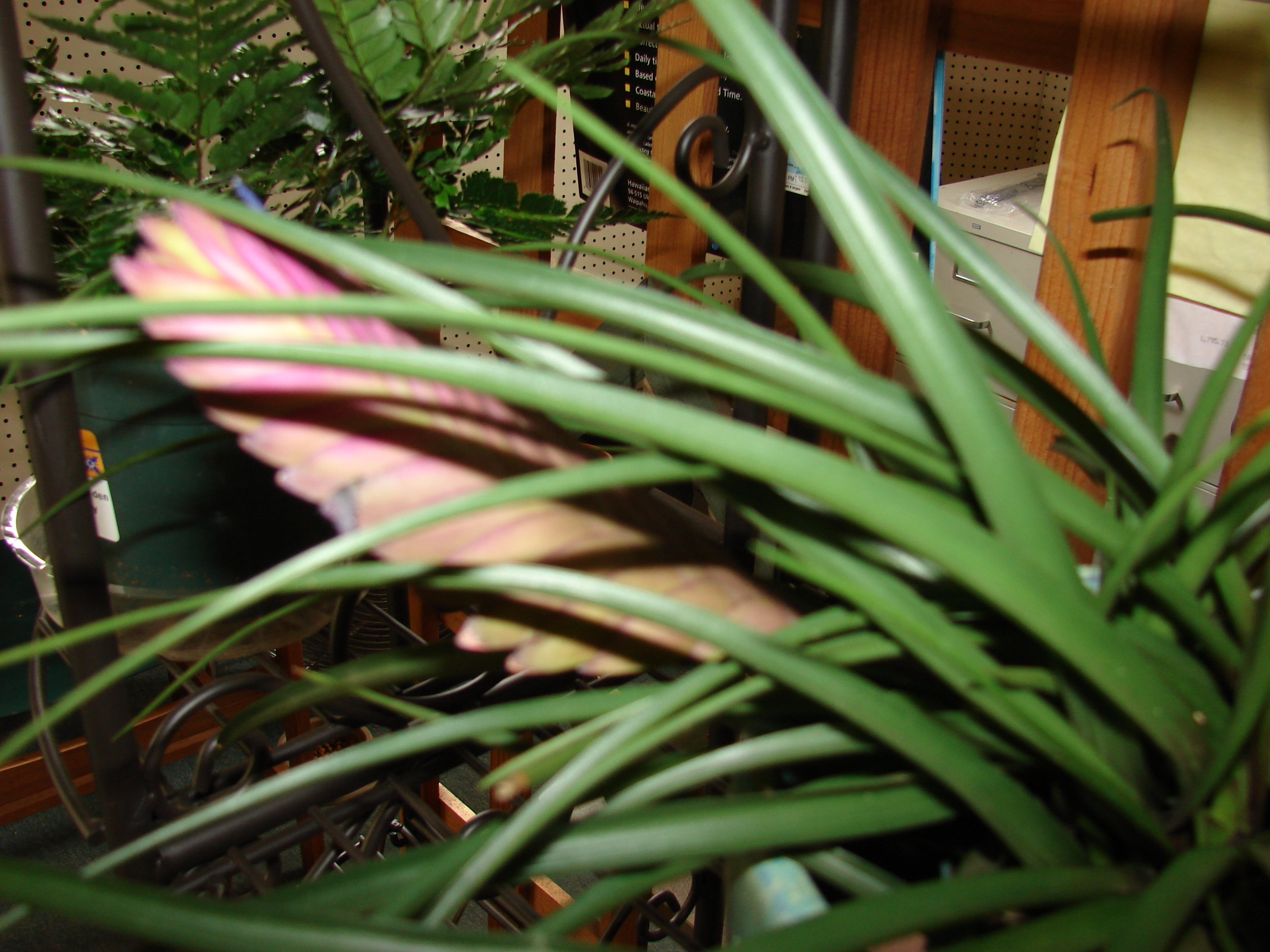
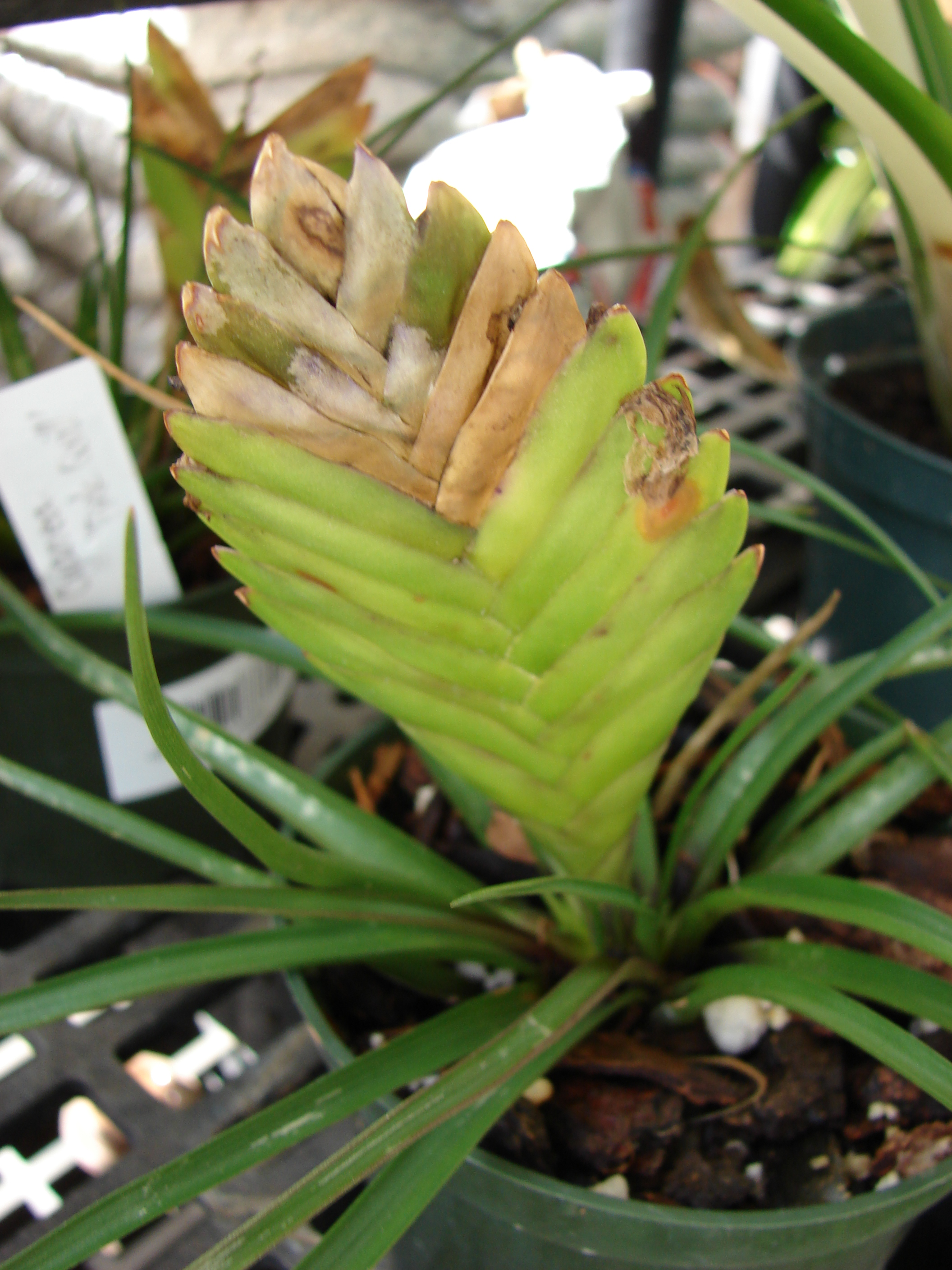
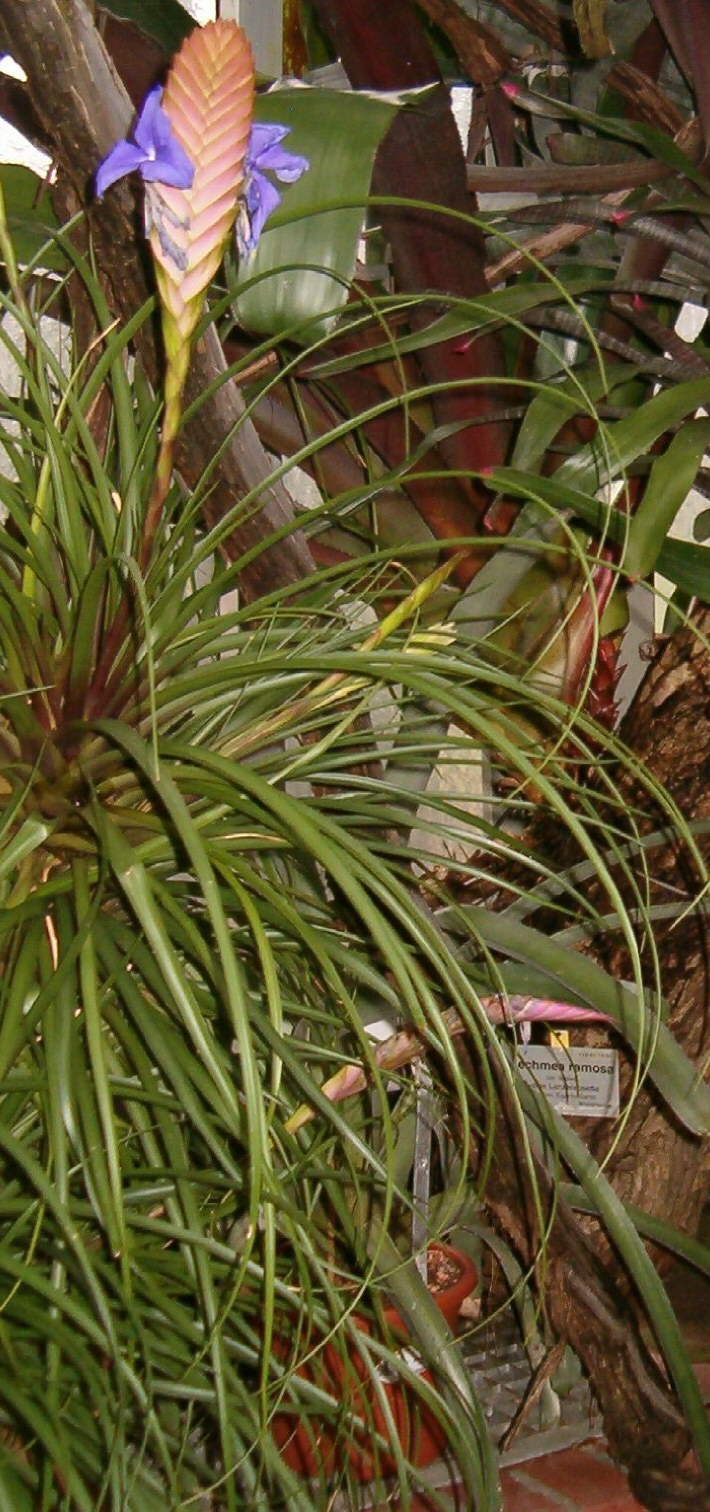
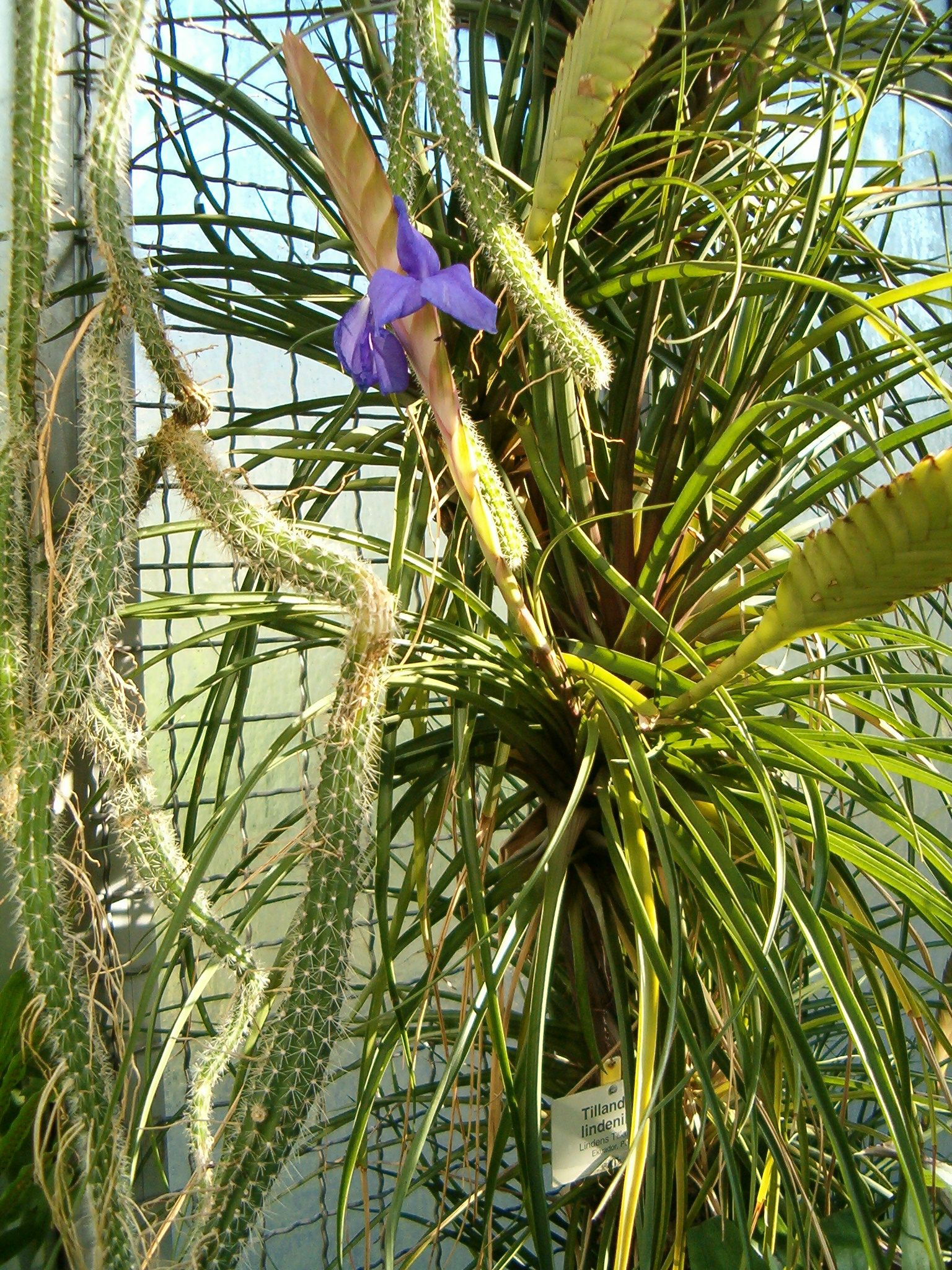

## Giống
- Tillandsia 'Caeca'
- Tillandsia 'Duvaliana'
- Tillandsia 'Duvalii'
- Tillandsia 'Emilie'
- Tillandsia 'Pink Plume'